# Cachoeira do Sul Airport
Cachoeira do Sul Airport är en flygplats i Brasilien.   Den ligger i kommunen Cachoeira do Sul och delstaten Rio Grande do Sul, i den södra delen av landet, 1 700 km söder om huvudstaden Brasília. Cachoeira do Sul Airport ligger 81 meter över havet.
Terrängen runt Cachoeira do Sul Airport är platt. Närmaste större samhälle är Cachoeira do Sul, 6,1 km sydost om Cachoeira do Sul Airport.
Omgivningarna runt Cachoeira do Sul Airport är huvudsakligen savann. Runt Cachoeira do Sul Airport är det tätbefolkat, med 297 invånare per kvadratkilometer.